# Časová osa války Izraele s Hamásem (září 2024)
Toto je část časové osy války Izraele s Hamásem. Obsahuje časové období od 1. září do 30. září 2024.

## Neděle 1. září
IOS ve svém prohlášení uvedly, že v tunelu v Rafahu nalezly a vyzvedly těla 6 rukojmí. Podle IOS byli 4 muži a 2 ženy popraveni výstřelem zblízka 48 až 72 hodin před tím, než se k nim dostali izraelští vojáci. Vysoký představitel Hamásu Sami Abu Zuhri řekl, že... Netanjahu je zodpovědný za zabíjení izraelských zajatců. Izraelci by si měli vybrat mezi Netanjahuem a dohodou. Izraelský premiér Benjamin Netanjahu řekl, že... kdokoli vraždí rukojmí, nechce dohodu.
Během rána se v Pásmu Gazy rozběhla očkovací kampaň mající za cíl naočkovat 640 000 dětí poté, co byl na území Pásma hlášen první případ onemocnění dětskou obrnou po 25 letech. Kampaň je rozložena do tří geografických oblastí Pásma Gazy, počínaje centrálním Pásmem od neděle 1. září do 3. září, poté se přesune do jižní Gazy od 4. do 6. září a nakonec do severní Gazy od 7. do 9. září. Očkovací kampaň provádí Světová zdravotnická organizace (WHO) společně s UNICEF a v koordinaci s IOS a koordinátorem ministerstva obrany pro vládní aktivity na územích (COGAT). Hamás i Izrael souhlasily s humanitárními přestávkami v bojích.
Podle palestinských zdravotníků bylo 11 osob, včetně ženy a dívky, zabito při izraelském leteckém útoku na školu Safad v Gaze. Podle nejmenovaného palestinského zdravotníka objekt sloužil jako základna policie Hamásu. Podle IOS se v bývalé škole nacházelo velitelské a kontrolní středisko Hamásu.
Podle palestinského ministerstva zdravotnictví počet osob zabitých v Pásmu Gazy stoupl 40 738.

## Pondělí 2. září
Izraelské odbory v čele s odborovou centrálou Histadrut svolaly na dnešní den generální stávku na podporu rodin rukojmí zadržovaných v Pásmu Gazy. Stávku svolaly poté, co izraelská armáda o víkendu objevila v Pásmu Gazy těla šesti rukojmí, podle médií zastřelených zřejmě krátce před jejich nalezením. Ke stávce se připojily i některé další odborové centrály. Dvě hodiny bylo uzavřeno mezinárodní letiště u Tel Avivu, nemocnice fungovaly ve víkendovém režimu. Během dne vyzval izraelský ministr financí Becal'el Smotrič generální prokurátorku k podání stížnosti k soudu z důvodu její nelegálnosti. Soud nařídil ukončení stávky do 14:30, pořadatelé se příkazu podřídili.
Za ostudu a podporu Sinvára a Hamásu označil premiér Netanjahu dnešní generální stávku. V televizním projevu zároveň oznámil, že nařídil vládě, aby do 48 hodin připravila doporučení pro odvetu proti Hamásu za popravu šesti rukojmí.
Při celkem 4 náletech izraelského letectva v Gaze, v Bureij a al-Nusejratu bylo podle palestinských zdravotníků zabito 13 osob. Podle prohlášení Hamásu a PID útočili jejich příslušníci na izraelské jednotky na jihu a severu Pásma Gazy protitankovými raketami a minometnou palbou.
Podle britského ministra zahraničí Davida Lammyho Velká Británie pozastaví 30 licencí z 350 na vývoz zbraní do Izraele. Pozastavení se týká pouze těch zbraní, které by mohly být použity v konfliktu mezi Izraelem a Hamásem. Britského ministr obrany John Healey následně sdělil, že pozastavení licencí nebude mít vliv na izraelskou obranyschopnost.
Podle palestinského ministerstva zdravotnictví počet osob zabitých v Pásmu Gazy stoupl 40 786.

## Úterý 3. září
Hamás ve svém prohlášení uvedl, že 6 mrtvých rukojmí nalezených v tunelu v Rafahu bylo popraveno. Důvodem byly blížící se izraelské jednotky. Hamás zároveň sdělil, že operativci střežící rukojmí mají rozkaz je zabít pokud si budou myslet, že se izraelské síly blíží. Podle B. Netanjahua byli rukojmí popraveni střelou do týla.
IOS ve svém prohlášení uvedly, že při leteckém útoku na objekt poblíž nemocnice Al-Alí byl, společně s dalšími 7 příslušníky Hamásu zabit Ahmed Fawzi Nasser Muhammad Wadiyya, velitel jednotky Hamásu, která 7. října 2023 vedla útok na mošav Netiv ha-Asara a řídil masakr civilistů.
Podle Rika Peeperkorna, zástupce WHO pro okupovaná palestinská území se během prvních dvou dnů očkovací kampaně podařilo naočkovat více než 161 000 dětí, přičemž původní plán počítal se 150 000 dětmi. Kampaň se opírá o každodenní osmihodinové přestávky v bojích mezi Izraelem a militanty Hamásu v konkrétních oblastech. Až dosud se věci vyvíjejí dobře, tyto humanitární pauzy až dosud fungovaly. Stále máme před sebou 10 dní, řekl Rik Peeperkorn.
Podle izraelského premiéra B. Netanjahua je rozhodnutí o zákazu prodeje některých druhů zbraní z Velké Británie do Izraele... ostudné. S britskými zbraněmi nebo bez nich, Izrael tuto válku vyhraje a zajistí naši společnou budoucnost, řekl Netanjahu.
Podle palestinského ministerstva zdravotnictví počet osob zabitých v Pásmu Gazy stoupl 40 819.

## Středa 4. září
Podle velení IOS, jakákoli potenciální dohoda o rukojmích by umožnila IOS operovat v Pásmu Gazy volněji. Politikou IOS bylo nevstupovat do oblastí, pokud mají informace, že by mohli být drženi rukojmí. V případě 6 rukojmí, jejichž těla byla nalezena 1. září armádní jednotky neměly dostatek informací o přítomnosti rukojmí a do oblasti vstoupily. Stráže Hamásu izraelské vojáky zpozorovali a před svým útěkem rukojmí popravili.
Podle mluvčího Rady pro národní bezpečnost Bílého domu Johna Kirbyho Izrael souhlasil se stažením izraelských jednotek z hustě obydlených oblastí podél Filadelfského koridoru v první fázi návrhu dohody o příměří. Zda USA podporují přítomnost izraelských jednotek v méně hustě obydlených oblastech podél Filadelfského koridoru během šestitýdenní první fáze dohody Kirby neřekl. Úplné stažení IOS z koridoru během druhé fáze je ale v rozporu z tvrzením B. Netanjahua z 2. září.
Ministr národní bezpečnosti Itamar Ben Gvir vyzval k ukončení nepřímých rozhovorů s Hamásem. Ben Gvir, spolu s krajně pravicovým ministrem financí Becalelem Smotričem jsou členy Netanjahuovy koaliční vlády a vytrvale se staví proti rozhovorům o příměří. Trvají na tom, že pokračování války v Gaze je jediným způsobem, jak zničit Hamás.
Podle palestinského ministerstva zdravotnictví počet osob zabitých v Pásmu Gazy stoupl 40 861.

## Čtvrtek 5. září
Podle NBC News rodiny Američanů unesených Hamásem a zadržovaných v Gaze od 7. října žádají Bidenovu administrativu, aby uzavřela samostatnou dohodu s Hamásem o osvobození jejich blízkých. Výměnou za propuštění zajatých Američanů by mohly být propuštěny osoby, které si v USA odpykávají tresty za financování Hamásu. V zajetí Hamásu se v současnosti nachází 7 amerických občanů, z nichž 4 jsou již po smrti. Podle rodinných příslušníků a některých vládních úředníků B. Netanjahu na dohodě s Hamásem nemá zájem. Podle nejmenovaného představitele americké administrativy ale... Hamás chce dvě věci, které může zajistit pouze Izrael: příměří a téměř 1 000 palestinských vězňů, kteří jsou v současné době v izraelských věznicích. Každý jiný návrh nikam nevedl. Tvrzení NBC News ale popřel otec jednoho z americko-izraelských rukojmí a řekl, že... není nic pravdivého na tvrzení, že rodiny zajatců s americkým občanstvím žádají Bidenovu administrativu, aby uzavřela jednostrannou dohodu s Hamásem o osvobození jejich blízkých.
Amnesty International (AI) ve čtvrtek vyzvala k vyšetřování izraelských válečných zločinů. Ten, podle AI srovnal se zemí domy a farmy ve východní Gaze, aby se rozšířila takzvaná nárazníková zóna mezi Izraelem a palestinským územím. Podle zprávy AI IOS... za použití buldozerů a ručně položených výbušnin nezákonně zničily zemědělskou půdu a civilní budovy, srovnaly se zemí celé čtvrti, včetně domů, škol a mešit. AI dále tvrdí, že... izraelská opatření na ochranu Izraelců před útoky z Pásma Gazy musí být prováděna v souladu s jeho závazky podle mezinárodního práva, včetně zákazu svévolného ničení a kolektivního trestání.
Podle reportáže New York Times by někteří z Palestinců... neochotně souhlasili s izraelskou přítomností v Pásmu Gazy, pokud by to přineslo mír.
Podle Hamásu... není třeba nových návrhů na příměří v Gaze a že... by měl být vyvinut tlak na Izrael, aby souhlasil s americkým plánem z 2. července, který Hamás již přijal.
Podle palestinského ministerstva zdravotnictví počet osob zabitých v Pásmu Gazy stoupl 40 878.

## Pátek 6. září
Podle palestinských zdravotníků celkem 12 osob zahynulo při izraelském bombardování v uprchlických táborechev v Nusejratu a v Gaze. Ke střetům mezi izraelskými jednotkami a palestinskými ozbrojenci došlo v Zejtúnu, na východě Chán Júnisu a v Rafahu, poblíž hranic s Egyptem, kde podle obyvatel izraelské síly vyhodily do povětří několik domů.
Podle zástupců UNRWA bylo od 1. září naočkováno proti obrně přibližně 640 000 dětí mladších 10 let. V neděli 8. září se kampaň přesune do severní části Pásma Gazy.
Jak Izrael, tak palestinské ozbrojené skupiny dodržují humanitární přestávky v bojích v místech, kde probíhá očkovací kampaň proti dětské obrně. Ta se přesunula do jižní části Pásma Gazy. mimo zóny humanitární přestávky pokračují boje zejména na jihu Gazy, v Zajtúnu a v okolí Necarimského koridoru. IOS ve svém prohlášení uvedly, že letecky napadly asi 30 cílů po celém Pásmu, zabily asi 100 palestinských bojovníků a lokalizovaly několik podzemních tunelových šachet. Palestinské skupiny provedly jižně od Rafahu několik minometných útoků na izraelské jednotky.

## Sobota 7. září
Podle tvrzení IOS a Šin bet byli ve čtvrtek 5. září při leteckém útoku zabiti Abdulláh Chattaba, velitele praporu PID Jih v Dajr al-Baláh a Hatema Abú al-Džidjan, velitele praporu PID Východ v Dajr al-Baláh. Oba velitelé byli zabiti ve velitelské místnosti umístěné v humanitární zóně. Během soboty provedlo izraelské letectvo další dva útoky na školy Amr Ibn al-Aas a Halima al-Sadi ve čtvrti Šejk Radwan v Gaze, které Hamás používal pro plánování útoků. Podle tiskové agentury Palestinské samosprávy WAFA bylo při útocích zabito 8 osob.
Mezinárodní trestní soud (ICC) v Haagu stáhl své obvinění proti bývalému vůdci Hamásu Ismáílu Haníjovi. Ten byl zabit v Íránu 31. července. Podle ICC se tak stalo... kvůli změněným okolnostem způsobeným smrtí pana Haníji.
Brigády mučedníků al-Aksá se přihlásily k raketovým a minometným útokům proti izraelským jednotkám v prostoru Necarimského koridoru.
Podle palestinského ministerstva zdravotnictví počet osob zabitých v Pásmu Gazy stoupl 40 939.

## Neděle 8. září
Podle rodin izraelských rukojmí jim bylo vysoce postaveným izraelským vyjednavačem řečeno, že... v tuto chvíli to vypadá, že k dohodě nedojde. Ani v první fázi. Jedinou cestou vpřed je ukončit válku.
Podle Civilní pohotovostní služby v Gaze byl při izraelském leteckém útoku v Džabalíji zabit zástupce ředitele této služby Mohammad Mursí. Kromě něj byli zabiti i 4 členové jeho rodiny.
Izraelské jednotky pokračovaly v bojích jak podél Necarimského koridoru ve střední části Pásma Gazy, kde podle vlastního vyjádření zabily několik palestinských ozbrojenců, tak v Rafahu, kde zabily desítky palestinských bojovníků a zničily infrastrukturu palestinských milicí v Tal al Sultan. Raketové útoky na izraelské jednotky provedla podle svého vyjádření Lidová fronta pro osvobození Palestiny (PLFP) ve východním Rafahu.
Podle palestinského ministerstva zdravotnictví počet osob zabitých v Pásmu Gazy stoupl 40 972.

## Pondělí 9. září
Vysoký komisař pro lidská práca Volker Türk řekl, že... ukončení této války a odvrácení plnohodnotného regionálního konfliktu je absolutní a naléhavou prioritou... státy nesmí – nemohou – akceptovat do očí bijící pohrdání mezinárodním právem, včetně závazných rozhodnutí Rady bezpečnosti (OSN) a příkazů Mezinárodního soudního dvora, a to ani v této, ani v žádné jiné situaci. Izrael tento názor odmítl a označil ho za jednostranný.
V Zajtúnu, severně od Necarimského koridoru izraelské jednotky podle vlastního vyjádření zabily desítky militantů a zničily infrastrukturu, včetně tunelových šachet a výrobny zbraní. ISW již dříve upozornil na snahu Hamásu obnovit výrobu zbraní. Jižně od koridoru Izraelci podle svědků útočili v Salah ad Din, severovýchodně od tábora Nusejrat. Cílem IOS je rozšířit svou kontrolu podél koridoru.
Podle palestinského ministerstva zdravotnictví počet osob zabitých v Pásmu Gazy stoupl 40 988.

## Úterý 10. září
Při izraelském leteckém útoku na stanový tábor poblíž Chán Júnisu zahynulo podle palestinských zdravotníků 19 osob, mezi oběťmi byli i ženy a děti. Podle IOS byli při útoku zabiti 3 vysocí velitelé Hamásu: Sámer Ismajíl Cháder Abú Daqqa, velitel vzdušných sil Hamásu, Usáma Tabaš, šéf sledování ve zpravodajské divizi Hamásu; a Ajmán Mabhúh, vysoký důstojník Hamásu. Všichni 3 byli podle IOS... přímo zapojeni do masakru ze 7. října. Hamás přítomnost svých operativců v táboře popřel.
Podle izraelského ministra obrany J. Galanta... Hamás jako vojenská formace již neexistuje. Hamás podle něj vede partyzánskou válku. Dále řekl, že... se zavírá okno pro dosažení dočasné dohody o příměří s palestinskou teroristickou skupinou, která by podle něj mohla také přinést klid na nestabilní severní hranici s Libanonem. Později prohlásil, že... Izrael přesouvá svou pozornost na severní frontu a měl by se tam připravit na pozemní operaci ve stylu Gazy.
Při leteckém útoku na bývalou mešitu v Bureiji zahynula podle IOS řada palestinských bojovníků. V Tal al Sultán byl, podle prohlášení IOS, při leteckém útoku před několika týdny zabit velitel praporu Tal al Sultan Mahmúd Hamdan. Spolu s ním zahynuly i 3 velitelé z praporu. Humanitární organizace spojené s OSN zahájily očkovací kampaň proti dětské obrně v severní části Pásma Gazy.
Podle palestinského ministerstva zdravotnictví počet osob zabitých v Pásmu Gazy stoupl 41 020.

## Středa 11. září
Podle Agentury OSN pro palestinské uprchlíky (UNRWA) bylo do středy 11. září v Pásmu Gazy naočkováno prozi dětské obrně téměř 530 000 dětí.
Podle izraelského vyslance pro rukojmí Gala Hirsche je Izrael připraven poskytnout J. Sinwarovi a jeho doprovodu bezpečný odchod z Pásma Gazy a propuštění palestinských vězňů za propuštění izraelských rukojmí. Hirsch popsal nabídku jako součást snahy přijít s novými řešeními, protože vyhlídky na příměří vypadají stále chmurněji. Chceme rukojmí zpět, řekl Hirsch.
Podle UNRWA bylo při izraelském leteckém útoku v Nusejratu zabito 6 zaměstnanců této organizace. Generální tajemník OSN Antonio Guterres tento útok odsoudil s tím, že... to, co se tam děje, je naprosto nepřijatelné. Izraelský velvyslanec při OSN Danny Danon odpověděl, že Guterres by měl vyšetřit pozadí činnosti zabitých zaměstnanců, s odkazem na několik zaměstnanců OSN, kteří byli dříve propuštěni kvůli zapojení do teroristických organizací.
Podle svědků se izraelské jednotky stáhly z jižní části Zajtúnu. PID podle svého prohlášení zaútočil na izraelské jednotky v prostoru Necarimského koridoru prostřednictvím IED.
Podle palestinského ministerstva zdravotnictví počet osob zabitých v Pásmu Gazy stoupl 41 084.
Podle IOS počet izraelských vojáků padlých v Pásmu Gazy stoupl na 344.

## Čtvrtek 12. září
Izraelský ministr spravedlnosti Jariv Levin požádal na příkaz B. Netanjahua izraelskou generální prokurátorku Gali Baharav-Miara, aby zahájila vyšetřování B. Netanjahua a ministra obrany J. Galanta týkající se války v Pásmu Gazy. O vyšetřování a následném uzavření případu by byl následně informován Mezinárodní trestní soud (ICC) s tím, že již není další vyšetřování nutné. Bahav-Miara tuto žádost odmítla s tím, že... jde o nehorázný trik a neuspokojil by ICC.
Světová zdravotnická organizace (WHO) ve svém prohlášení uvedla, že z Pásma Gazy bylo evakuováno téměř 100 lidí včetně desítek dětí do Spojených arabských emirátů na léčení. Gaza potřebuje lékařské koridory. Potřebujeme lépe organizovaný a udržitelný systém, řekl Richard Peeperkorn, zástupce WHO pro okupovaná palestinská území.
Podle palestinského ministerstva zdravotnictví počet osob zabitých v Pásmu Gazy stoupl 41 118.

## Pátek 13. září
Podle IOS byla součást Hamásu, brigáda Rafah zničena. Během bojů izraelské jednotky zabily nejméně 2 308 příslušníků této brigády, zničily 13 km tunelů a získaly kontrolu nad celým Rafáhem, včetně hranice mezi Pásmem Gazy a Egyptem.
Ve Španělsku se sešli zástupci některých evropských zemí a zemí muslimského světa na jednání o způsobech ukončení války v Pásmu Gazy. Kromě šéfa zahraniční politiky Evropské unie Josepa Borrella se se účastnili ministři zahraničí Španělska, Norska a Slovinska, palestinský premiér Mohammad Mustafa a členové arabsko-islámské kontaktní skupiny pro Gazu, která zahrnuje Egypt, Saúdskou Arábii, Katar, Jordánsko, Indonésii, Nigérii a Turecko. Setkáváme se, abychom znovu tlačili na ukončení války v Gaze, na cestu ven z nekonečné spirály násilí mezi Palestinci, Izraelci... To je jasné. Realizace dvoustátního řešení je jedinou cestou, řekl novinářům španělský ministr zahraničí José Manuel Albares.
V osobním dopise poděkoval vůdce Hamásu Jahjá Sinvár vůdci Hizballáhu Hassanu Nasralláhovi za podporu jeho skupiny ve válce s Izraelem. Vaše požehnané činy vyjádřily vaši solidaritu na frontách Osy odporu, podporu a zapojení se do bitvy, napsal Sinvár dle tvrzení televizní stanice al-Manar, provozované Hizballáhem.

## Sobota 14. září
Podle Agentury civilní obrany v Pásmu Gazy bylo izraelském leteckém útoku poblíž školy Šujajaa ve čtvrti al-Tuffah, v Gaze zabito 11 osob, včetně 4 dětí a 3 žen. Dalších, nejméně 10 osob bylo podle představitele Agentury civilní obrany zabito při jiných izraelských leteckých úderech v Pásmu Gazy.
Izraelské letectvo během dne zaútočilo na cíle Hamásu v Gaze. Ve čtvrti Šejk Radwan izraelská letadla útočila na objekt Hamásu v blízkosti školy Dar al Arqam, která je v současné době využívána jako úkryt pro vysídlené obyvatele Gazy. IOS popřela zprávy, že se zaměřila na rafinerii pohonných hmot v oblasti. Další útok v Gaze byl zamířen na velitelské a kontrolní středisko Hamásu umístěné v bývalé škole Zajtún Martyrs School a bylo používáno k plánování a provádění útoků na izraelské síly a území Izraele. Brigády mučedníků al-Aksá a Brigády národního odporu útočily raketovou palbou na izraelské jednotky v prostoru Necarimského koridoru.
K evakuaci části města Bajt Lahíja na severu Pásma Gazy vyzvaly izraelské úřady poté, co byl z tohoto prostoru vypáleny dvě rakety na izraelské město Aškelon. Bajt Lahíje je podle IOS po raketových útocích považována za nebezpečnou bojovou zónu.
Podle palestinského ministerstva zdravotnictví počet osob zabitých v Pásmu Gazy stoupl 41 182.

## Neděle 15. září
Ministr zahraničí Saúdské Arábie Abdulláh bin Zajíd řekl, že Saúdská Arábie nebude hrát žádnou roli v poválečném uspořádání v Pásmu Gazy. Stalo se tak poté, co B. Netanjahu navrhl, aby se Saúdská Arábie na takovém uspořádání podílela. Spojené arabské emiráty zdůrazňují, že...  Saúdská Arábie odmítá být zatažena do jakéhokoli plánu zaměřeného na poskytnutí krytí pro izraelskou přítomnost v Pásmu Gazy, řekl saúdskoarabský ministr.
IOS ve svém prohlášení uvedly, že je vysoká pravděpodobnost, že 3 rukojmí zadržovaná v Gaze byla zabita při jednom z izraelských leteckých útoků v Gaze v listopadu 2023. Závěry vyšetřování naznačuje, že rukojmí... byla zabita jako vedlejší produkt během likvidace velitele Severní brigády Hamásu Ahmeda Ghandoura 10. listopadu 2023.
Podle jednoho z představitelů Hamásu, Usámy Hamdana má Hamás dostatek zdrojů, aby mohl pokračovat v boji proti Izraeli navzdory ztrátám utrpěným za více než 11 měsíců války v Pásmu Gazy. Obětí je mnohem méně, než se očekává v bitvě této velikosti, úrovně a rozsahu, řekl Hamdan a dodal, že hnutí získalo řadu zkušeností a provedlo nábor dalších generací bojovníků pro vedení odboje. Podle IOS měl Hamás před začátkem války k dispozici asi 30 000 bojovníků, přičemž během bojů jich asi 17 000 ztratil.
Podle palestinského ministerstva zdravotnictví počet osob zabitých v Pásmu Gazy stoupl 41 206.

## Pondělí 16. září
Podle palestinských zdravotníků bylo během noci zabito 10 osob a 15 zraněno při izraelském leteckém útoku na dům v uprchlickém táboře Nusejrat v centrální části Pásma Gazy. Dalších 8 osob bylo zabito při leteckých útocích v Rafahu a Gaze.
Sigrid Kaagová, představitelka OSN dohlížející na pomoc a rekonstrukci v Gaze nazvala situaci v Pásmu Gazy... katastrofou. Nedokážeme uspokojit potřeby, natož abychom dali civilistům v Gaze dali nějakou naději. Podle Kaagové bylo dosud zabito téměř 300 humanitárních pracovníků, z nichž více než dvě třetiny jsou zaměstnanci OSN. Většina populace v Pásmu Gazy trpí potravinovou nejistotou, řekla dále Kaagová.
První kolo očkovací kampaně proti obrně v Gaze skončilo úspěšně, řekl šéf UNRWA Philippe Lazzarini a dodal, že 90 % dětí v enklávě dostalo první dávku. Lazzarini ocenil, že obě strany konfliktu respektovaly humanitární pauzy nutné pro zdárné ukončení prvního kola očkovací kampaně. Druhou dávky by děti v Pásmu Gazy měly obdržet koncem září.
Podle palestinského ministerstva zdravotnictví počet osob zabitých v Pásmu Gazy stoupl 41 226.

## Úterý 17. září
USA spolupracují s mediátory s Egypta a Kataru na revidovaném návrhu dohody o příměří mezi Hamásem a Izraelem. Mluvčí ministerstva zahraničí Matthew Miller řekl novinářům, že... nemám pro vás žádný jiný časový plán, než to, že urychleně pracujeme na tom, abychom se pokusili tento návrh rozvinout. Přes opakovaný mírný optimismus vyjadřovaný v poslední době USA se ale žádná dohoda neuskutečnila. V současné době nejsou žádné vyjednávací týmy v ani Dauhá, ani v Káhiře. Předpokládá se, že v Pásmu Gazy je stále zadržováno 101 izraelských rukojmí.
Podle průzkumu Palestinian Center for Policy and Survey Research (PSR) provedeného v Pásmu Gazy si 57% dotázaných myslí, že útok palestinských ozbrojených skupin na Izrael 7. října 2023 byl chybou, 39% ho naopak považuje za správný. To je poprvé od 7. října 2023, co podle průzkumu většina dotázaných respondentů označila útok za chybu. Při posledním průzkumu veřejného mínění v červnu 2024 označilo útok za správný 57% dotázaných.
Podle palestinského ministerstva zdravotnictví počet osob zabitých v Pásmu Gazy stoupl 41 252.

## Středa 18. září
Valné shromáždění OSN přijalo rezoluci, ve které vyzývá Izrael, aby se do jednoho roku stáhl z palestinských oblastí. Rezoluce také vyzvala k embargu na zbraně, které by Izrael mohl v těchto oblastech použít. Rezoluci podpořilo 124 zemí, 14 bylo proti a 43 se zdrželo hlasování. Mezi zeměmi, které se postavili proti rezoluci byly Izrael, USA, Česko, Argentina, Paraguay či Malawi.
Agentura civilní obrany Gazy uvedla, že 5 osob zahynulo po leteckém útoku na školu Ibn al-Hajtam, v Šujája, v Gaze. IOS podle svého prohlášení provedly nálet na bojovníky Hamásu v bývalé škole využívané Hamásem jako velitelství pro plánování útoků proti Izraeli.
V prostoru Necarimského koridoru čelili izraelští vojáci raketovému útoku PID, v Rafahu na Izraelce útočili granátovou palbou příslušníci Brigády národního odporu.
Saúdská Arábie neuzná Izrael, pokud nebude exitovat palestinský stát s východním Jeruzalémem jako hlavním městem, řekl saúdský korunní princ Muhammad bin Salmán. Dále řekl, že... palestinská věc zůstává pro Saúdskou Arábii nejvyšší prioritou.
Podle generálního ředitele Světové zdravotnické organizace (WHO) Tedrose Adhanoma Ghebreyesuse zaútočily 2 izraelské tanky střelbou na humanitární konvoj v Pásmu Gazy. Při střelbě nebyl, podle Ghebreyesuse nikdo zraněn. Podle IOS ženisté provedli v oblasti velkou řízenou explozi, která byla pravděpodobně mylně vnímána jako palba směrem ke konvoji.
Podle palestinského ministerstva zdravotnictví počet osob zabitých v Pásmu Gazy stoupl 41 272.
Podle IOS počet izraelských vojáků padlých v Pásmu Gazy stoupl na 348.

## Čtvrtek 19. září
Podle výboru OSN Izrael z vážně porušuje globální smlouvu o ochraně práv dětí. Bragi Gudbrandsson, místopředseda výboru řekl, že se jedná o... extrémně temné místo v historii. Palestinští zdravotníci tvrdí, že... 11 355 z těch, kteří byli zabiti v Gaze, jsou děti, a to jsou pouze plně zdokumentovaná úmrtí.
Tvrzení představitelů IOS o získání kontroly nad Rafahem a zničení tamní ozbrojené síly Hamásu zpochybnili někteří izraelští krajně pravicoví členové Výboru pro zahraniční záležitosti a obranu Knessetu. Poslanec Likudu Amit Halevi, napsal, že tvrzení vojenských představitelů nemají... žádný základ v realitě. V rozhovoru pro média následně obvinil IOS z... klamání veřejnosti.
Izraelští představitelé předložili plán, podle kterého by válku v Pásmu Gazy mohl ukončit odchod vůdce Hamásu Jahjá Sinvára do exilu výměnou za okamžité propuštění všech rukojmích, demilitarizaci Pásma Gazy a zřízení alternativní vlády v Pásmu Gazy. Vysoký představitel Hamásu izraelský návrh označil za... směšný.

## Pátek 20. září
Podle zástupce IOS v izraelském vyjednávacím týmu nebyl izraelský vyjednavačům znám návrh plánu na osvobození rukojmí a ukončení války v Pásmu Gazy výměnou za bezpečný odchod vůdce Hamásu Jahjá Sinvára z Pásma Gazy. Podle izraelského ministra obrany J. Galanta nebyl tento znám ani IOS. Návrh předložil Gal Hirsch, vládní poradce pro otázky rukojmích, který řekl rodinám rukojmí, že návrh představil americkým představitelům minulý týden. Spojené státy znalost plánu popřely. Jeden z vysokých představitelů Hamásu tento plán označil za... směšný. Zástupci rodin obvinili premiéra Netanjahua ze snahy torpédovat vyjednávání.
Izrael oficiálně zpochybnil jurisdikci Mezinárodního soudního dvora a zákonnost žádostí prokurátora o vydání zatykačů na izraelského premiéra a ministra obrany. Ve svém prohlášení to oznámil mluvčí izraelského ministerstva zahraničí Oren Marmorstein.
Podle palestinských zdravotníků zabily izraelské jednotky během dne v centrální a severní části Pásma Gazy 27 osob, přičemž není specifikováno, zda se jedná o civilisty či ozbrojence. Palestinci byli zabiti v uprchlickém táboře Nusejrat, v Gaze a Bajt Hanúnu. V Rafahu probíhaly těžké boje mezi izraelskými jednotkami a příslušníky Hamásu. Izraelcům se podařilo postoupit v Rafahu do čtvrti Tanour.

## Sobota 21. září
Podle prohlášení IOS provedlo izraelské letectvo úder na bývalou školu al-Falah ve čtvrti Zajtún, v Gaze, ve které měli, podle IOS své velitelské stanoviště příslušníci Hamásu. Škola byla zároveň úkrytem pro vysídlené obyvatele Pásma Gazy. Podle palestinských médií při útoku zahynulo 19 osob, včetně 8 dětí. Více než 30 osob bylo zraněno.
Izraelské jednotky podle prohlášení IOS zaútočili v Rafahu prostřednictvím dronu na příslušníky Hamásu, kteří přepadli konvoj s humanitární pomocí. Několik ozbrojenců bylo zabito v autě, další při pokusu uprchnout z místa přepadení.
Podle tvrzení IOS byl dnes při leteckém útoku v Pásmu Gazy zabit prominentní zpravodajský důstojník Hamásu Muhammad Mansúr.
Podle palestinského ministerstva zdravotnictví počet osob zabitých v Pásmu Gazy stoupl 41 391.

## Neděle 22. září
Podle CNN izraelský premiér B. Netanjahu zvažuje plán, podle kterého by byli civilisté ze severní části Pásma Gazy odsunuti. Izrael by tak mohl začít Hamás obléhat a vynutit si propuštění rukojmí. Cílem obléhaní by bylo vyhladovění příslušníků Hamásu. Autory tohoto návrhu je skupina bývalých generálů IOS. Podle B. Netanjahua... tento plán dává smysl.
Podle generálního tajemníka OSN Antonia Guterrese...ani jedna strana nemá zájem na příměří... ani vláda Izraele, ani Hamás ve skutečnosti nechtějí příměří.
Podle prohlášení IOS provedlo izraelské letectvo nálet na palestinské bojovníky umístěné v budově bývalé školy Kafr Kásim, v uprchlickém táboře al Šatí, v Gaze. Podle ISW ojedinělé útoky Hamásu v Rafahu naznačují, že palestinské skupiny již nejsou schopny útočit na izraelské jednotky jako vojenská jednotka.
Podle palestinského ministerstva zdravotnictví počet osob zabitých v Pásmu Gazy stoupl 41 431.

## Pondělí 23. září
Podle amerického prezidenta G. Bidena americká administrativa odeslala text nového návrhu na příměří v Pásmu Gazy jak Izraeli, tak prostřednictvím katarských a egyptských zprostředkovatelů Hamásu. Zatím co Izrael vyjádřil výhrady k části týkající se Filadelfského koridoru podél hranice Gazy a Egypta a koridoru Necarim, Hamás návrh odmítl s tím, že nepřijme žádnou dohodu, která se liší od předchozího návrhu předloženého Bidenem na konci května. Negativní reakce Hamásu na nejnovější americké nápady mohla souviset s nedělními komentáři mluvčího Bílého domu pro národní bezpečnost Johna Kirbyho, který obvinil Hamás ze stagnace rozhovorů.
V oblasti Necarimského koridoru útočili příslušníci PID a DFLP na izraelské jednotky prostřednictvím minometů. V severní části Pásma útočili na Izraelce pomocí minometů příslušníci PFLP. Východně od Rafahu útočili příslušníci Hamásu proti izraelským jednotkám pomocí IED a RPG.
Podle palestinských zdravotníků během 2 izraelských leteckých útoků na školu v Nusejratu a v Dajr al-Balah zabil 10 osob, včetně 2 dětí. Hamás ve svém prohlášení uvedl, že zaútočil na izraelský vojenský konvoj... vlákaný do předem připravené léčky. Podle palestinské agentury OSN pro uprchlíky UNRWA situaci uprchlíků ztěžují silné deště, které zatopily řadu stanů. Je zapotřebí více přístřešků a zásob, které by lidem pomohly vyrovnat se s nadcházející zimou, uvedla agentura.
Podle palestinského ministerstva zdravotnictví počet osob zabitých v Pásmu Gazy stoupl 41 455.

## Úterý 24. září
Turecký prezident Recep Tayyip Erdogan obvinil Izrael z genocidy. Zároveň vyzval žalobce Mezinárodního trestního soudu Karima Chána, aby pokračoval ve stíhání válečných zločinů, ze kterých jsou viněni izraelští vůdcové. Je důležité, aby Mezinárodní trestní soud uzavřel tento případ a aby pachatelé genocidy obdrželi trest, který si zaslouží, řekl Erdoganův mluvčí.
Z kolektivního trestání Palestinců v Gaze obvinil generální tajemník OSN António Guterres Izrael. Nic nemůže ospravedlnit odporné teroristické činy spáchané Hamásem 7. října nebo braní rukojmích, které jsem opakovaně odsoudil. A nic nemůže ospravedlnit kolektivní trestání palestinského lidu, řekl Guterres ve svém projevu. Když generální tajemník OSN mluví o propuštění našich rukojmích, shromáždění OSN mlčí, ale když mluví o utrpení v Gaze, sklízí bouřlivý potlesk. To je úvodní signál pro každoroční přehlídku pokrytectví, reagoval na Guterresův projev stálý zástupce Izraele v OSN Danny Danon.
Podle palestinských zdravotníků bylo 22 lidí zabito při izraelských náletech v centrální a jižní části Pásma Gazy. V uprchlickém táboře v Nusejratu bylo zabito 6 Palestinců, včetně 3 žen. Izraelské jednotky se střetly s příslušníky Hamásu a PID v severní a západní části Rafahu.
Podle palestinského ministerstva zdravotnictví počet osob zabitých v Pásmu Gazy stoupl 41 467.

## Středa 25. září
Všech 88 těl zabitých Palestinců, které Izrael vrátil zpět do Pásma Gazy odmítl personál v Násirově nemocnici v Chán Júnisu převzít k pohřbení s poukazem na to, že nejsou k dispozici údaje kdo jsou tito lidé a jak zemřeli. Ministerstvo zdravotnictví zastavilo procedury pro přijetí kontejneru převážejícího těla až do předání úplných údajů o těchto tělech, aby je jejich příbuzní mohli identifikovat, uvedlo palestinské ministerstvo zdravotnictví ve svém prohlášení. Ministerstvo zdravotnictví také požádalo Mezinárodní výbor Červeného kříže (MVČK), aby si údaje od Izraele vyžádal. Kontejner s těly byl převezen zpět do Izraele.
Izraelské jednotky podle prohlášení IOS během dne zabily 40 operativců Hamásu, včetně několika polních velitelů. Při operaci v Bajt Lahíja izraelští vojáci nalezli 3 raketomety. V Gaze IOS útočily ve čtvrtích Sabra a Zajtún. V okolí Nusejratu lokalizovaly a zničily několik tunelů.
Podle palestinského ministerstva zdravotnictví počet osob zabitých v Pásmu Gazy stoupl 41 495.

## Čtvrtek 26. září
Podle mluvčího Úřadu civilní obrany v Pásmu Gazy zabil izraelský útok na školu Al-Faludža v táboře Džabalía na severu Pásma Gazy nejméně 15 osob, včetně žen a dětí. Desítky dalších osob byly zraněny. Podle IOS byl úrok veden na velitelské a kontrolní centrum Hamásu umístěné ve škole.
Během dne bylo z Pásma Gazy odáleno na Izrael několik raket, z nich část sestřelily. Několik dalších jich spadlo do Pásma Gazy. Žádná palestinská skupina se k útoku nepřihlásila. Poblíž Bajt Lahíja zaútočili příslušníci Brigád mučedníků al-Aksá RPG na izraelský tank. Hamás podle svého prohlášení útočil na izraelské jednotky pomocí minometů východně od Chán Júnisu. IOS podle vlastní prohlášení při leteckých útocích zabily několik palestinských bojovníků spojovaných s útokem ze 7. října. Během bojů v Rafahu zabily IOS podle svého prohlášení 15 příslušníků palestinských milicí. Východně od Rafahu útočili příslušníci Hamásu na izrelské jednotky pomocí RPG.
Prezident Palestinské samosprávy Mahmúd Abbás ve svém projevu na půdě OSN obvinil Izrael z... vedení totální genocidní války v Pásmu Gazy, dodal, že... celý svět je zodpovědný za to, co se děje našim lidem a poté vyzval k vyloučení Izraele z OSN. Abbás poté představil dvanáctibodový program pro Palestinu na den poté.
Podle palestinského ministerstva zdravotnictví počet osob zabitých v Pásmu Gazy stoupl 41 534.

## Pátek 27. září
Palestinští ozbrojenci v Pásmu Gazy zastřelili humanitární pracovnici Islam Hejazyzovou americké charitativní organizace HEAL Palestine. Podle vyšetřování palestinského ministerstva vnitra byla zabita omylem, když si ozbrojenci spletli její auto. Podle palestinských protihamásovských aktivistů byla zabita poté, co odmítla předat finanční prostředky své organizace Hamásu.
Izraelský premiér Benjamin Netanjahu ve svém projevu na půdě OSN řekl, že... moje země je ve válce, bojuje o svůj život. Ve svém projevu označil za viníka konfliktu Írán.
Podle IOS byl Hamás vojensky poražen a stal se partyzánskou skupinou. Hamás není tou samou organizací, jakou byl před 7. říjnem, pokud jde o velení a řízení, zbraně, rakety a operativce, z nichž nejméně polovina byla zabita, tvrdí ve svém prohlášení IOS.
Brigády mučedníků al-Aksá se přihlásily k raketovému útoku na izraelské jednotky v blízkosti Necarimského koridoru.

## Sobota 28. září
Podle prohlášení IOS byl při izraelském leteckém útoku v jižní části Sýrie zabit Ahmad Muhammad Fahad, šéf místní sítě Hamásu.
Brigády al-Násira Salah ad Dína útočily na izraelské jednotky v prostoru Necarimského koridoru. Brigády mučedníků al-Aksá a Brigády Abdula al-Qadir al Hussejního odpálily IDE proti izraelským obrněncům východně od Rafahu.
Podle palestinského ministerstva zdravotnictví počet osob zabitých v Pásmu Gazy stoupl 41 586.

## Neděle 29. září
Jednotky IOS pokračovaly v pozemních operacích poblíž Bejt Lahíja na severu Pásma Gazy s cílem zničit infrastrukturu Hamásu v oblasti. Izraelské letectvo útočilo na velitelské a kontrolní stanoviště Hamásu v al Salatenu na severu Pásma Gazy umístěné v bývalé škole Um al Fahm. V centrální části Pásma Gazy IOS lokalizovaly 1 km dlouhý tunel. Po prozkoumání byl tunel zničen.
Podle palestinského ministerstva zdravotnictví počet osob zabitých v Pásmu Gazy stoupl 41 595.

## Pondělí 30. září
Turecký prezident Tayyip Erdogan vyzval OSN, aby v souladu s rezolucí Společně za mír, schválenou v roce 1950 doporučilo použití síly proti Izraeli, pokud Rada bezpečnosti OSN nedokáže zastavit izraelské útoky na Hamás v Gaze a Hizballáh Libanonu. Zároveň vyzval ostatní muslimské země k přijmutí politických a hospodářských kroků proti Izraeli.
IOS podle svého prohlášení operovaly ve čtvrtích Zajtún a Tal al Hawa, v Gaze, kde se střetly s palestinskými milicemi. Izraelské letectvo zaútočilo na velitelské a kontrolní stanoviště Hamásu v bývalé škole Abu Džafar Mansúr v Bejt Lahíja. Brigády mučedníků al-Aksá a PID se přihlásily k raketovým a minometným útokům na izraelské jednotky poblíž Necarimského koridoru. K ostřelování izraelských jednotek pomocí minometů a RPG východně od Chán Júnisu se přihlásil Hamás.
Podle palestinského ministerstva zdravotnictví počet osob zabitých v Pásmu Gazy stoupl 41 615.